# Леони, Бруно
Бруно Леони (итал. Bruno Leoni) — итальянский философ и правовед XX века. Его разработки в области философии права получили международное признание.
Он был профессором теории государства и права Университета Павии, основателем и главным редактором журнала Il politico, президентом общества «Мон Пелерин» (1967—1968).

## Биография
Во время Второй мировой войны был участником подполья, занимавшимся помощью военнопленным американцам.
В 1945 году он был назначен профессором философии права на юридическом факультете, а затем был деканом факультета политических наук Университета Павии (1948—1960) и директором Института политических наук (1948—1967).
В Павии в мае 1950 года он основал журнал Il politico, редактором которого оставался в течение многих лет.
В 1949—1950 годах он стал членом «Центра методологических исследований Турина», впоследствии был главным организатором конгресса по методологическим исследованиям.
Он был одним из основателей Международного института философии, членом Итальянской ассоциации политических и социальных наук, членом Международной ассоциации политических наук и других научных организаций.
Леони трагически погиб 21 ноября 1967 года.

## Научные взгляды
Бруно Леони строил свою концепцию права на основе притязаний субъекта права. Его идеалом было право как интерпретация нормы юристами на основании прецедента. Римское право было основой, на которой строилась концепция Бруно Леони. Римское право, по мнению Леони, состояло в процессе открытия, а не создания.
Законы, создаваемые парламентами, Леони считал избыточными и препятствующими наиболее полной реализации права.
Его главный труд — книга «Свобода и закон» была опубликована в 1961 году. На русском языке книга вышла в 2008 году в издательстве «Ирисэн». Всего Бруно Леони опубликовал более 80 научных работ.
Леони был последовательным сторонником индивидуализма и либертарианских принципов.
В Италии после смерти он был почти забыт, книга «Свобода и закон» вышла на итальянском спустя почти 30 лет после английского издания.
В XXI веке сохранением научного наследия и пропагандой философских взглядов Бруно Леони занимается одноимённый институт, расположенный в Турине.

## Отзывы
Нобелевский лауреат Фридрих фон Хайек высоко ценил Бруно Леони. На торжественном собрании в начале 1968 года, посвящённом памяти Леони, Хайек, в частности, сказал:

Бруно Леони был одним из тех все более редких людей, которые обладают мужеством для выхода за профессиональные границы и пытаются увидеть проблемы общества в целом. … Конечно, в первую очередь он был юристом, и, насколько я понимаю, был очень удачлив в юридической практике. Но даже в области права он был философом, социологом и историком права не в меньшей степени, чем мастером права. Он был также видным исследователем политики, что совершенно естественно для такого как он учителя конституционного права, столь интересующегося историей идей… я могу свидетельствовать, что он был далеко не посредственным экономическим теоретиком, и показал глубокое понимание некоторых методологических трудностей, созданных в этой области современным развитием.

## Публикации
- Леони Б. Свобода и закон = Freedom and the Law / пер. с англ. В. Кошкина под ред. А. Куряева. — М.: ИРИСЭН. — 308 с. — (Право). — 2500 экз. — ISBN 5-91066-014-8.